# Toni Velamazán
 (septembre 2014).
Si vous disposez d'ouvrages ou d'articles de référence ou si vous connaissez des sites web de qualité traitant du thème abordé ici, merci de compléter l'article en donnant les références utiles à sa vérifiabilité et en les liant à la section « Notes et références ».
Antonio Velamazán Tejedor, plus connu comme Toni Velamazán, né le 22 janvier 1977 à Barcelone (Catalogne, Espagne), est un footballeur espagnol qui jouait au poste de milieu de terrain. Il est médaillé d'argent avec l'Espagne aux Jeux olympiques d'été de 2000.

## Biographie
Toni Velamazán se forme à La Masia puis joue au FC Barcelone B. Il joue en équipe première du FC Barcelone lors de la saison 1995-1996.
En 1996, il rejoint le Real Oviedo. En 1997, l'Albacete Balompié. Puis en 1998, le CF Extremadura.
À partir de 1999, il trouve une stabilité en jouant pendant six saisons avec l'Espanyol de Barcelone. Il remporte la Coupe d'Espagne en 2000. Il est aussi médaillé d'argent aux Jeux olympiques la même année.
En 2006, il joue une saison avec l'UD Almería. Il met un terme à sa carrière de joueur avec le Centre d'Esports L'Hospitalet.

## Palmarès
Avec l'Espanyol :
- Vainqueur de la Coupe d'Espagne en 2000

Avec l'Espagne :
- Médaillé d'argent aux Jeux olympiques de 2000